# Viticulture en Israël

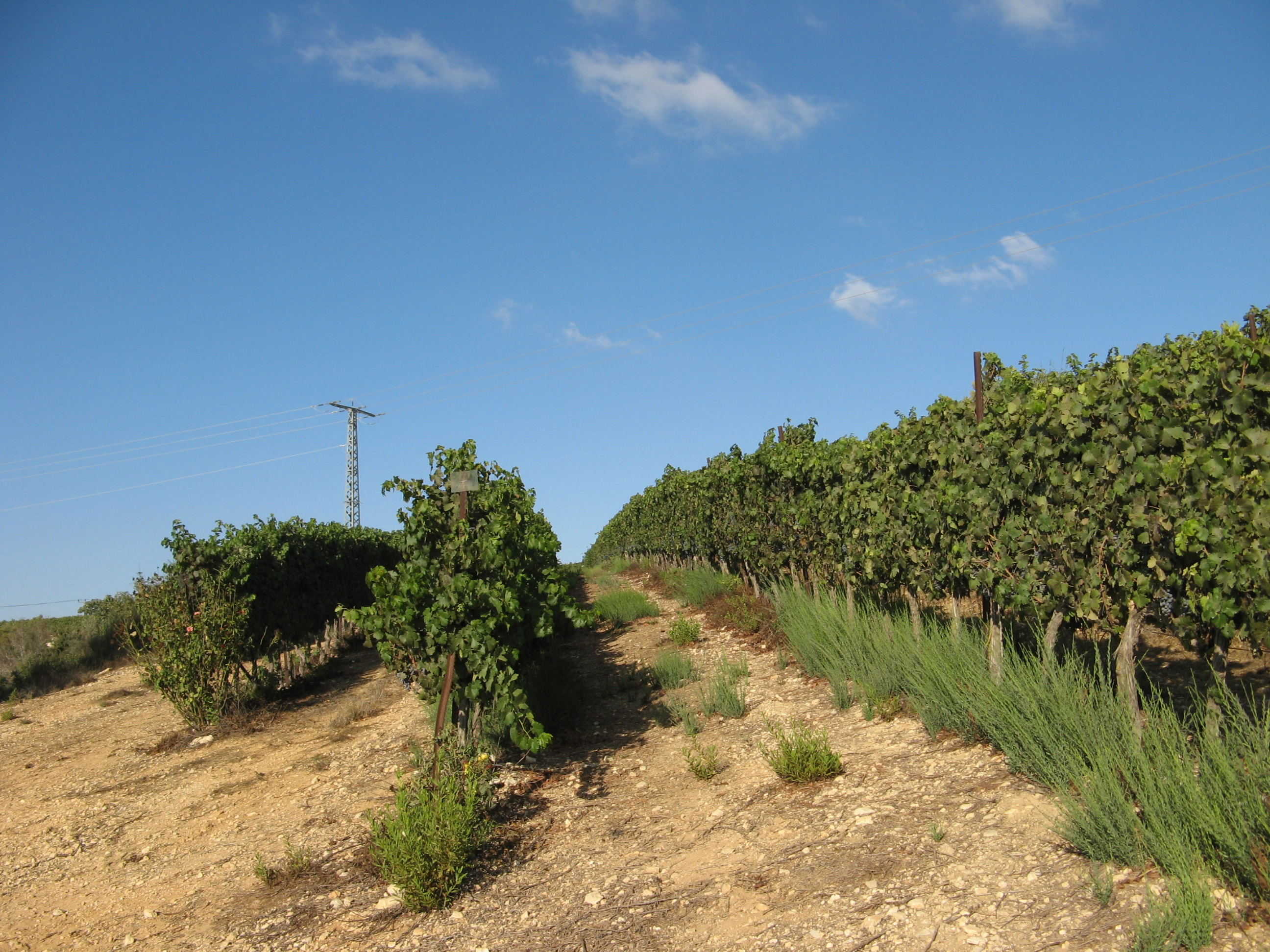
Vignoble sur le mont Suba, à l'ouest de Jérusalem.

La viticulture en Israël est attestée dans les différents livres de la Bible. Elle a pris un nouvel essor dans les années 1950 avec l'arrivée de nombreux viticulteurs venus d'Europe en Israël.

## Historique

### Période biblique
.
Cf. Bible et judaïsme

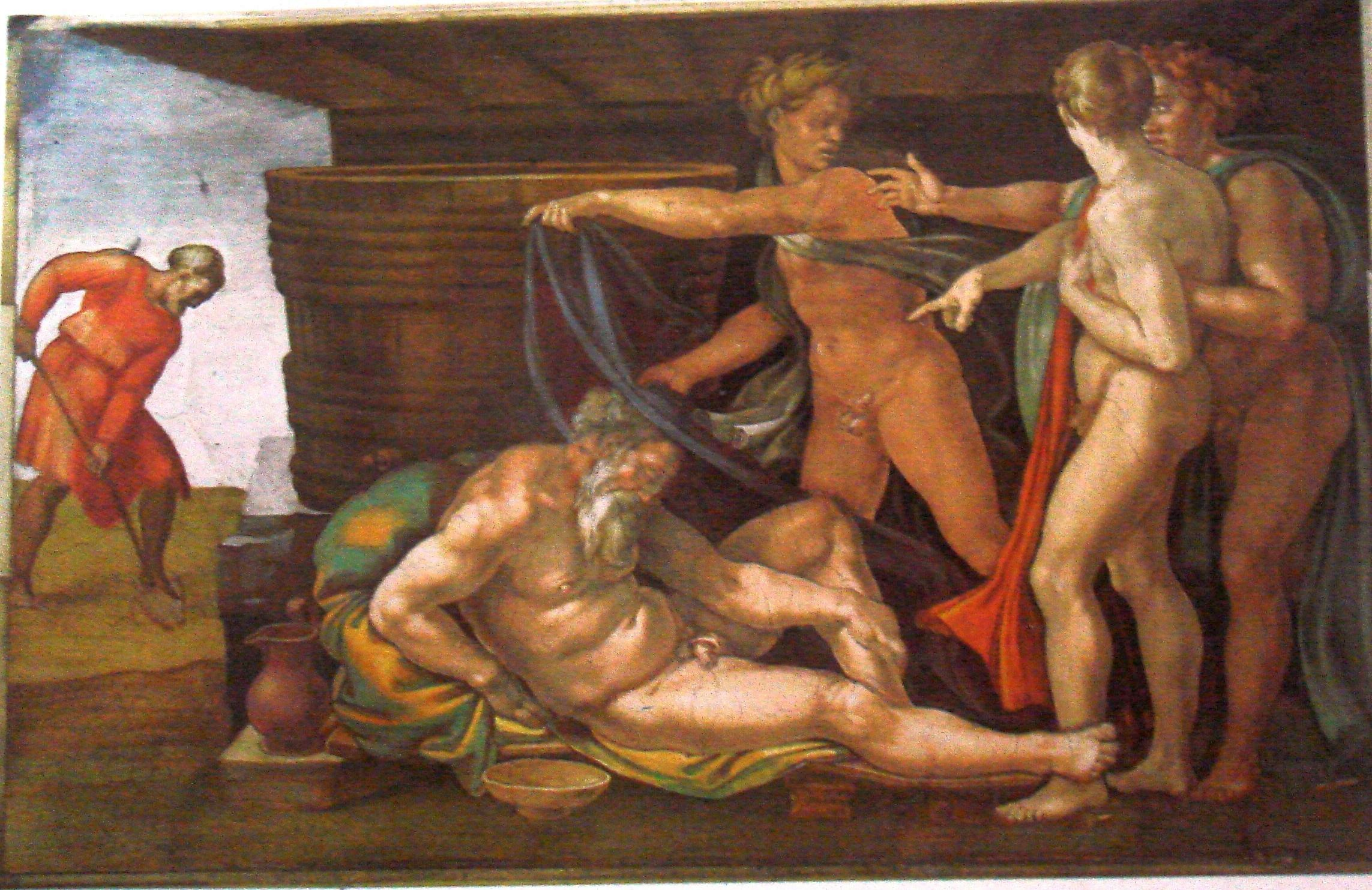
L'ivresse de Noé, fresque de la chapelle Sixtine réalisée par Michel-Ange

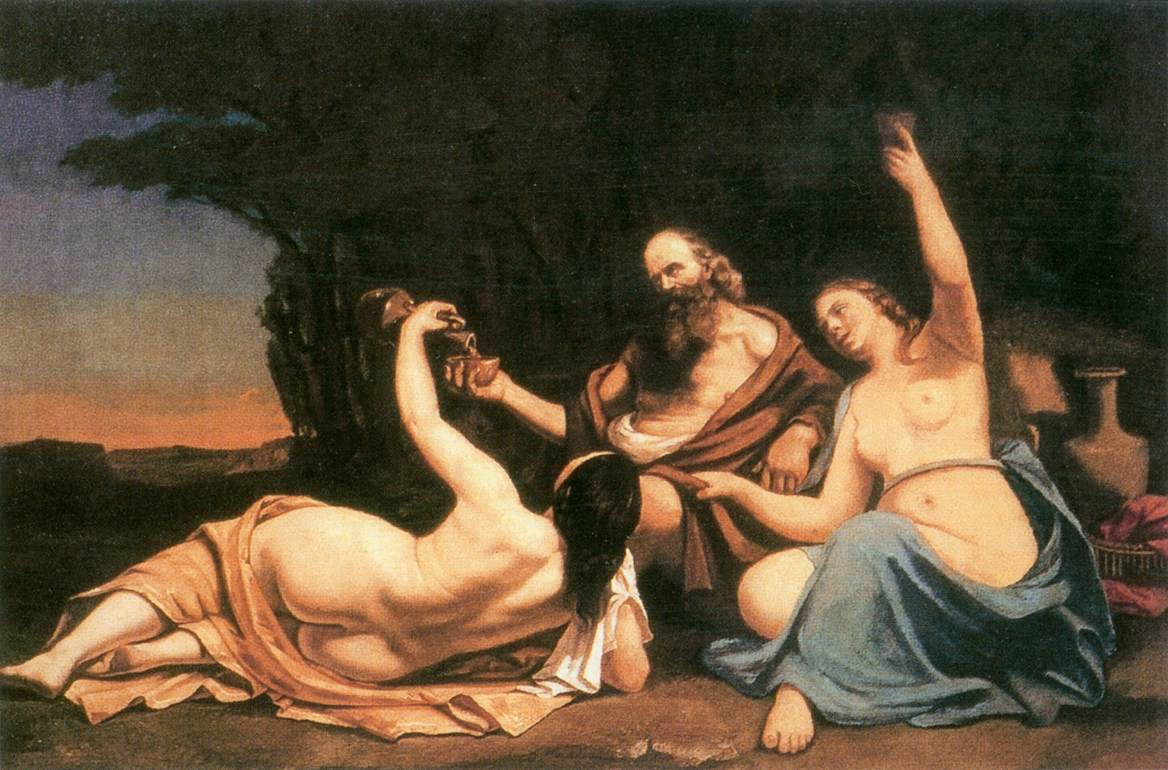
Les filles de Loth enivrant leur père par Gustave Courbet

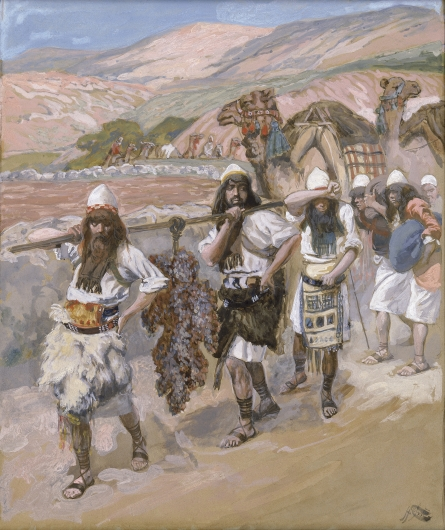
La grappe du val d'Eshkol, au pays de Canaan

Ce qui explique, sans doute, que les nazirs, juifs pieux consacrant leur vie à Dieu, se soient privés de vin : « Il doit renoncer au vin et à toute autre boisson alcoolique, au vinaigre de vin et à toute autre boisson fermentée, de même qu'à toute boisson à base de raisin ; il ne doit manger ni raisins frais ni raisins secs. » (Nb 6,3).
Des hommes saints se refusant à boire du vin ou tout autres extraits de la vigne est contradictoire avec de nombreuses citations ou incitations bibliques où le vin est le signe de joie et symbole de vie  « Alors, mange ton pain avec plaisir et bois ton vin d'un cœur joyeux, car Dieu a déjà approuvé tes actions. » (Qo 9,7). Il est aussi considéré comme la bénédiction de Dieu (Gn 27,28). Yavhé, lui-même, promet, lors du banquet de la fin des temps : « Sur le mont Sion, le Seigneur de l'univers offrira à tous les peuples un banquet de viandes grasses arrosé de vins fins, des viandes tendres et grasses, des vins fins bien clarifiés. » (Is 25,6).
La tradition veut, qu'après que le peuple Hébreu ait quitté l'Égypte, il passa la mer Morte et s'approcha de Canaan. Ce fut alors que Moïse aurait envoyé une avant-garde vers la terre promise. Quand elle revint, deux hommes portaient, suspendue à une perche, une énorme grappe de raisin.
Les vignes du pays de Canaan étaient soit menées en hautains, soit sur pergola. Marcel Lachiver commente d'ailleurs « Ce qui n'est pas sans lien avec le milieu naturel dans lequel poussaient les vignes sauvages ». 
Outre que l'on sait déjà que le vin bu par les Hébreux était plein de résidus, car non filtré, ce type de raisin de table ne pouvait permettre d'élaborer des vins de qualité. D'ailleurs le vin exporté vers l'Égypte antique, pour être consommable devait être mélangé avec du miel et qu'il lui était ajouté des baies, du poivre et du genièvre afin de camoufler son mauvais goût. Cela est à rapprocher du vin casher élaboré aux États-Unis, un vin sucré à cause de l'ajout de sirop de maïs. Ce qui lui donne un goût spécial, plus proche des vins issus de vitis labrusca plutôt que de vitis vinifera.

### Période protohistorique

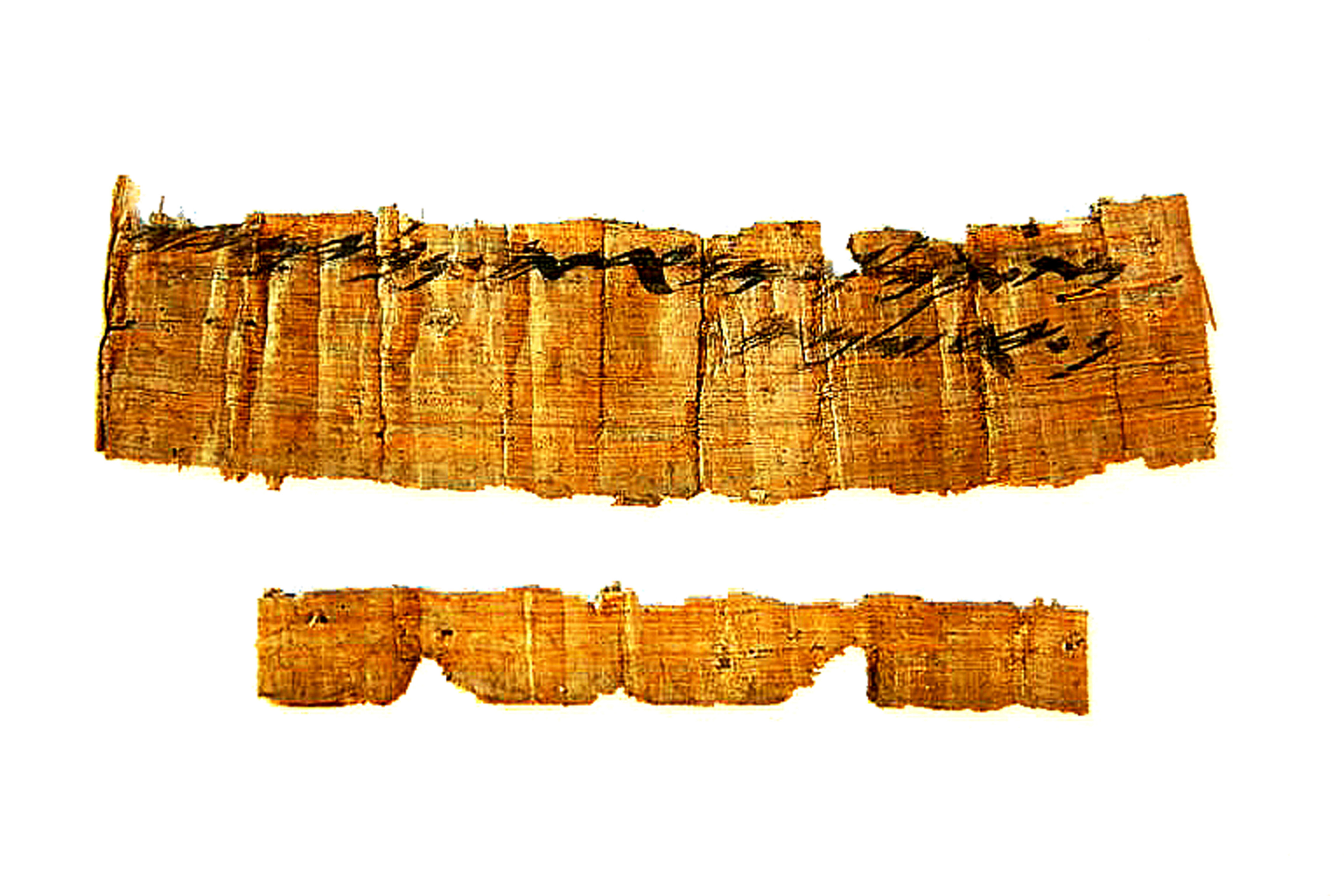
Première mention du vin à Jérusalem, au VIIe siècle avant notre ère

Le 26 octobre 2016, un papyrus du VIIe siècle avant notre ère. a été présenté à la presse à Jérusalem. Il comporte la plus ancienne mention de Jérusalem en hébreu, mention non religieuse, les seules étant jusqu'alors contenues dans l'Ancien Testament. Découvert en 2012, il est plus ancien que les manuscrits de la mer Morte. Pillé dans une grotte du désert de Judée, dans la région de la mer Morte, il mesure une dizaine de centimètres de long, et il est recouvert d'une écriture en proto-hébreu. Les archéologues ont expliqué : « Il s'agit d'un bordereau de livraison pour des jarres de vins à destination du roi à Jérusalem, rédigé par un fonctionnaire de la région de l'actuelle Jéricho (en Cisjordanie) ».

Découvertes archéologiques de cuves vinaires rupestres et de leur fouloir montrant les conditions de vinification des vins
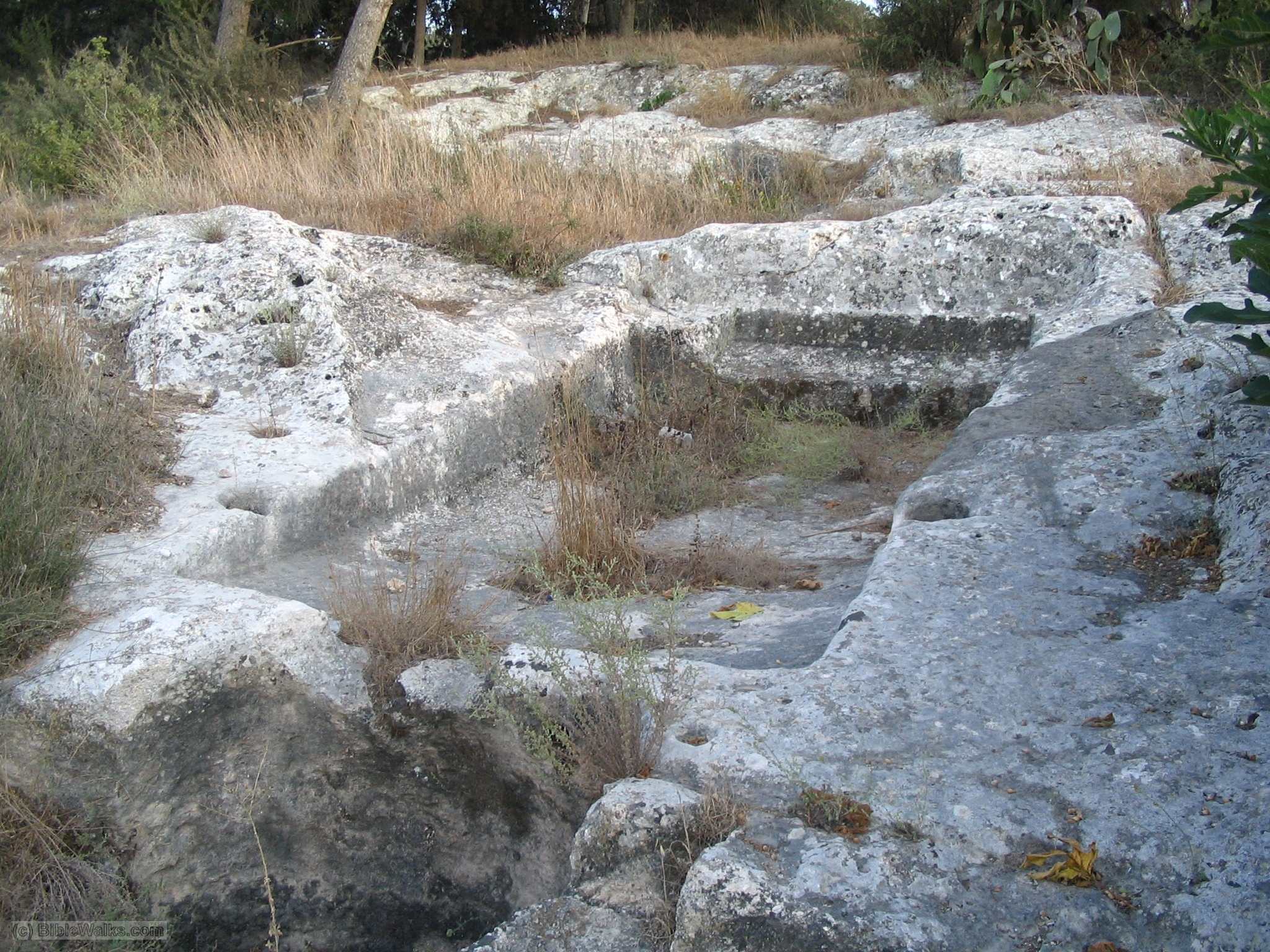
Cuve vinaire rupestre sur les collines de Migdal Haemek
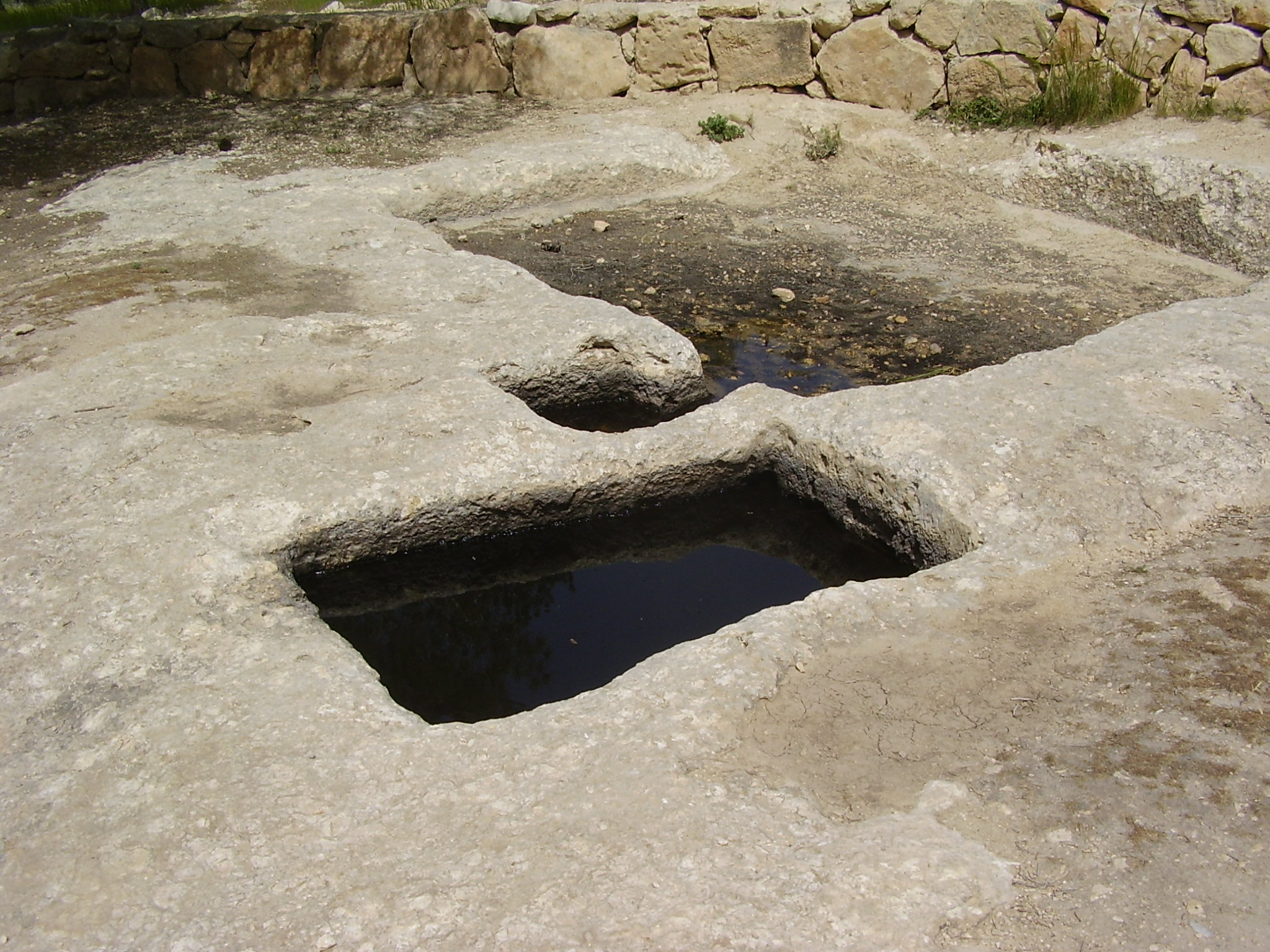
Cuve vinaire rupestre dans la forêt de Yatir
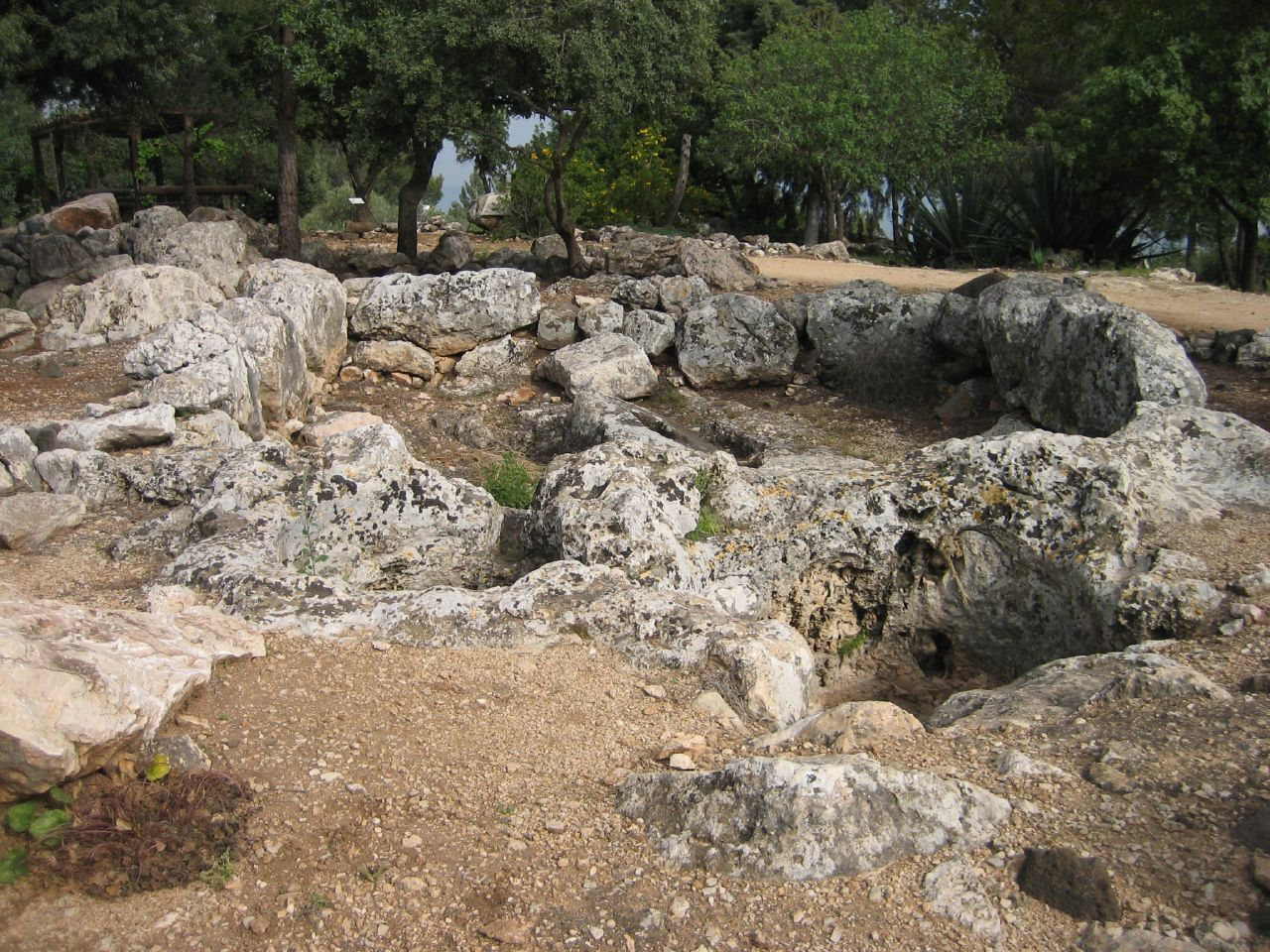
Cuve vinaire rupestre talmudique
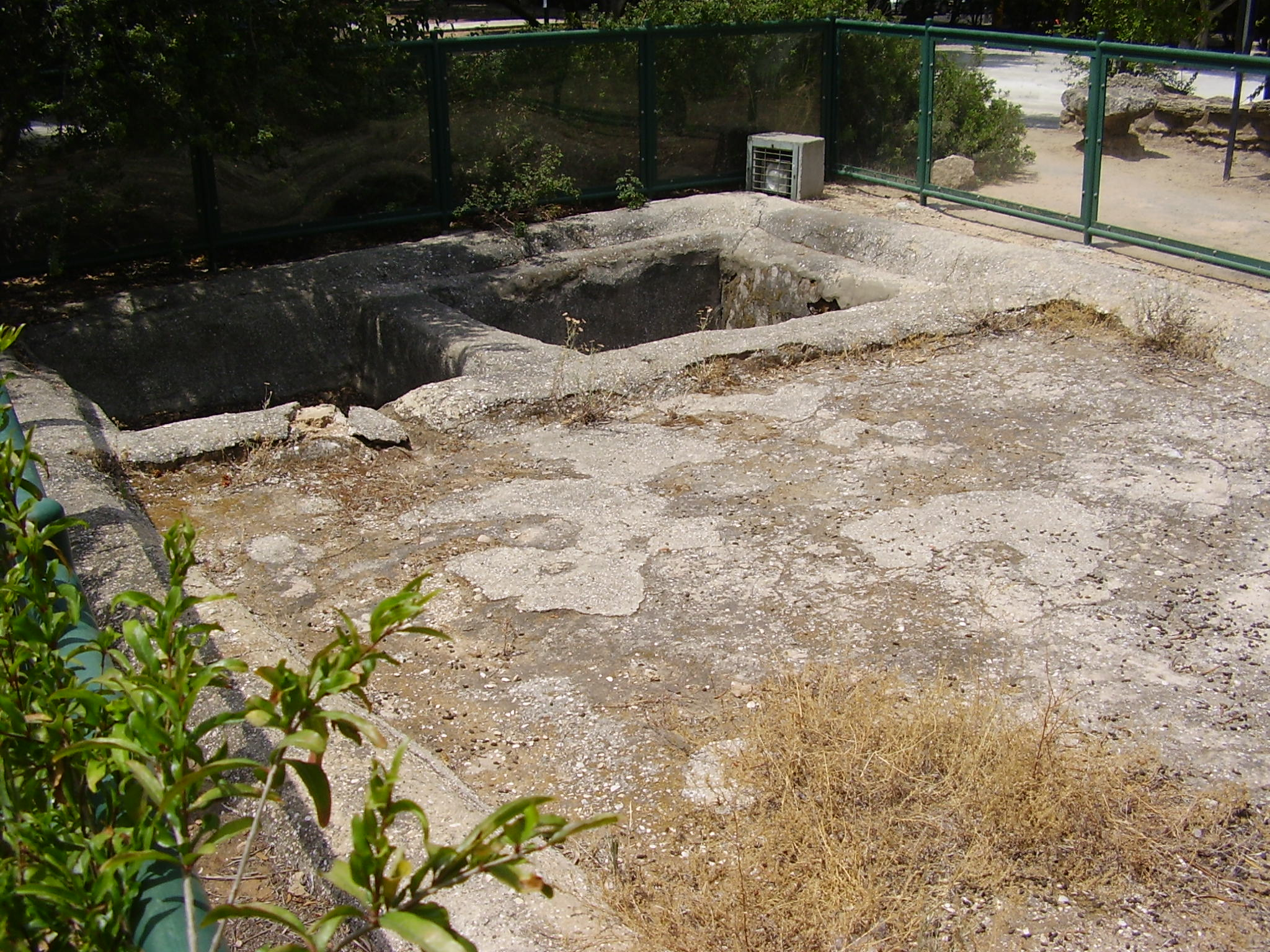
Cuve vinaire rupestre à Tel-Aviv

### Colonisations grecque et romaine

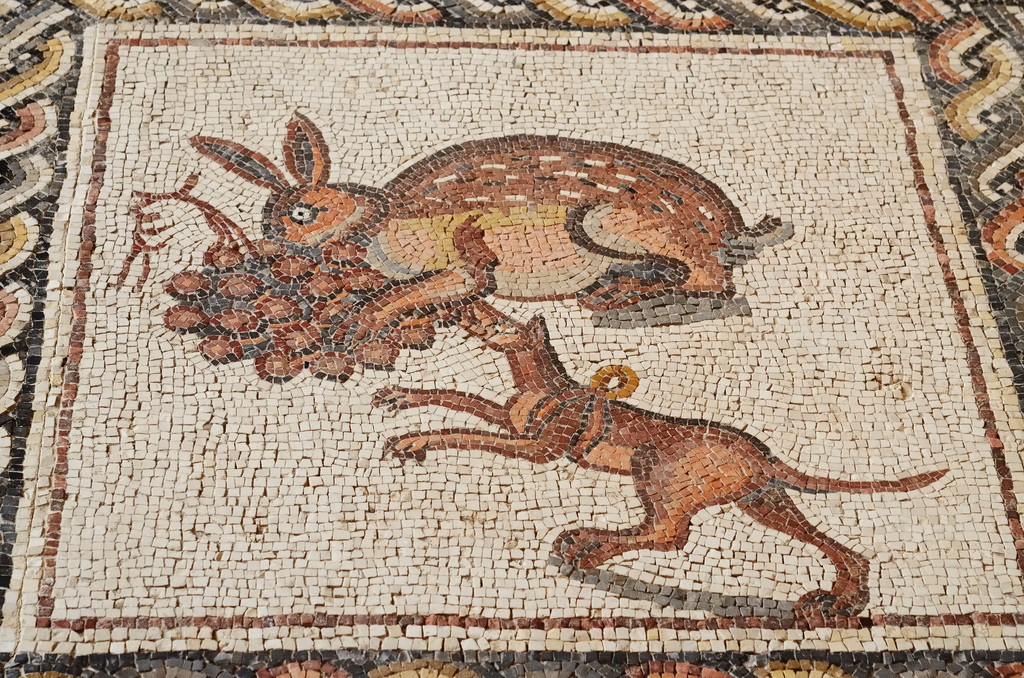
Mosaîque romaine de Lod, lièvre croquant du raisin

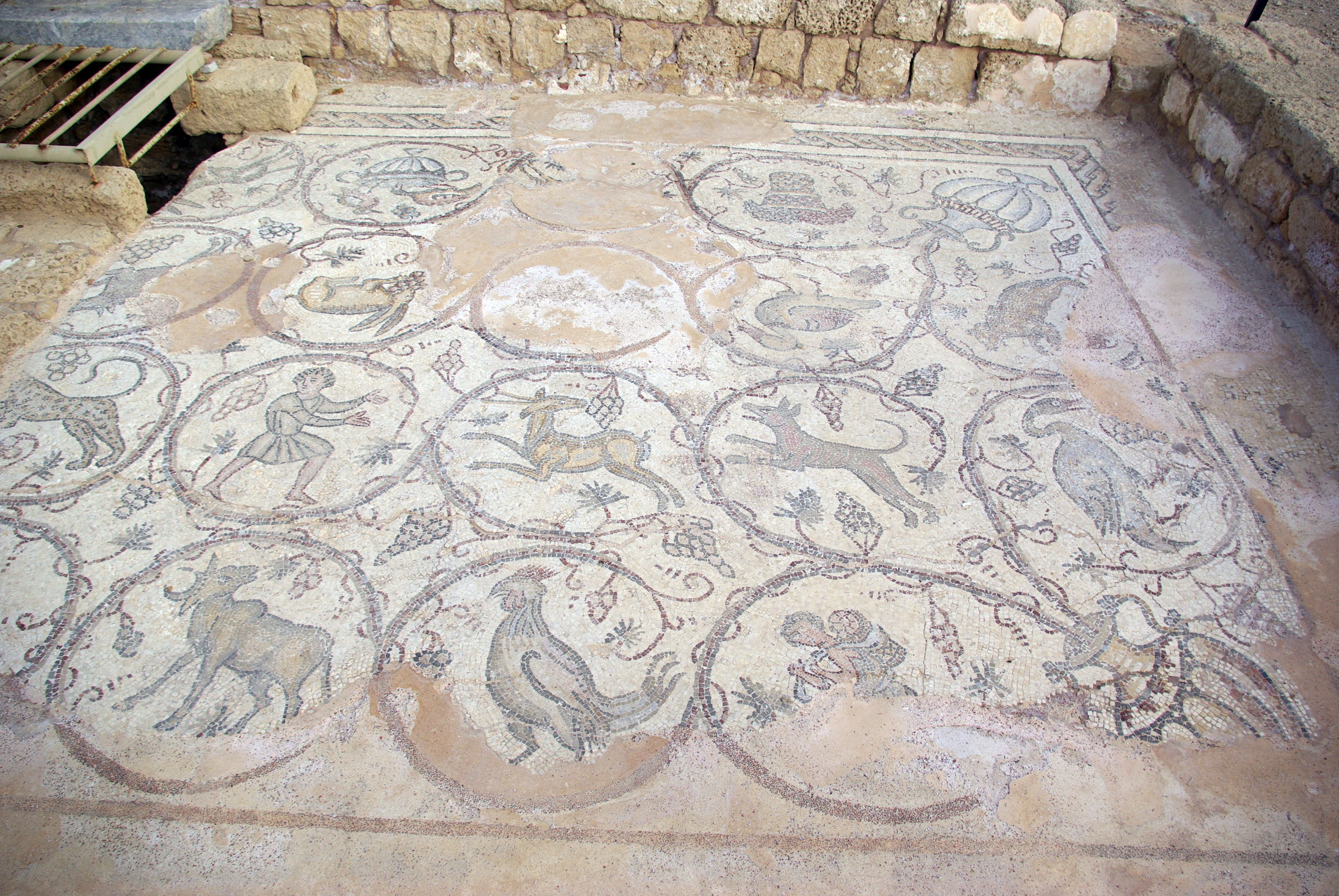
Mosaïque romaine à Césarée maritime

Au cours de l'Antiquité, les vins exportés à Rome puis vers la Bretagne étaient réputés si lourds et sucrés qu'ils n'étaient pas consommables en l'état.
La découverte d'un pressoir à vin d'époque byzantine, correspondant à l'ancien Empire romain d’Orient, dans le sud du pays à environ 40 kilomètres au sud de Jérusalem et de Tel Aviv, a étonné les archéologues tant par sa forme inhabituelle, sa taille et sa complexité technique. Ce pressoir octogonal de 6,5 mètres sur 16,5 mètres a été daté du VIe ou VIIe. Le vin était probablement destiné à l’exportation vers l’Égypte ou l'Europe du Nord, car la quantité produite était trop importante pour être destinée à la seule consommation locale. Uzi Ad, responsable des fouilles, tout en rappelant qu'un pressoir à vin identique avait déjà été découvert près de ce site, au nord d’Ashkelon, a expliqué : « Ce nouveau pressoir comportait une chape centrale ornée de mosaïques sur laquelle les grappes de raisin étaient piétinées. Le jus des raisins devait probablement s’écouler de la chape vers une cuve et y être filtré par de petits trous vers deux autres cuves. Des surfaces rectangulaires également pavées de mosaïques ont été découvertes autour de la chape, sur lesquelles devaient probablement être placées au préalable les grappes afin que commence le processus de fermentation. ».

### Période ottomane
La conquête musulmane en 636 imposa douze siècles sans vinification. Le retrait des occupants vers la Turquie permit de relancer une viticulture orientée vers l'élaboration et la production de vin de qualité. 

### Période contemporaine
Depuis 1870, la viticulture israélienne doit tout au soutien technique et financier apporté par Edmond de Rothschild, propriétaire de Château Lafite Rothschild. 

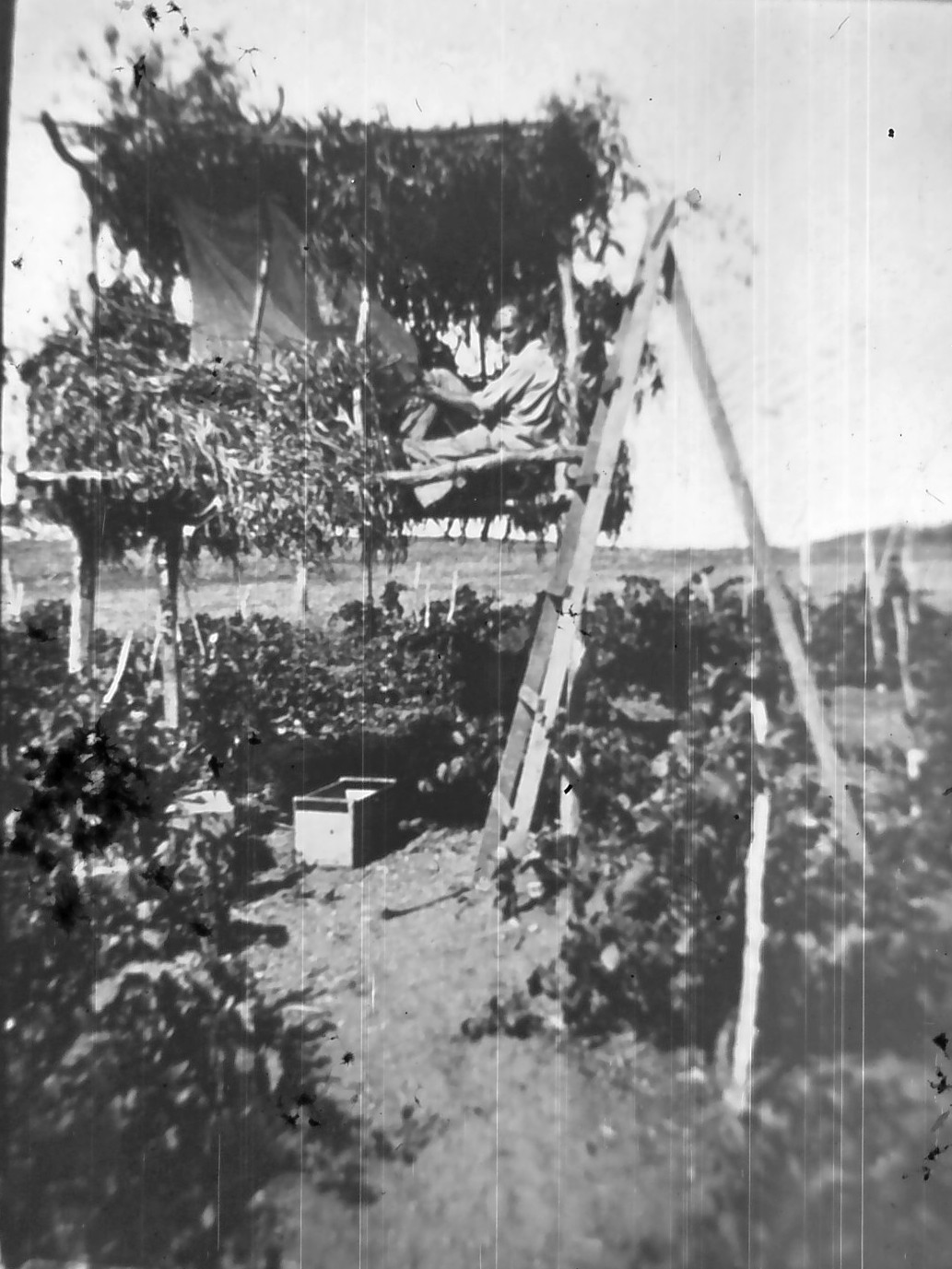
Abri dans le vignoble de Gan-Shmuel (1935)
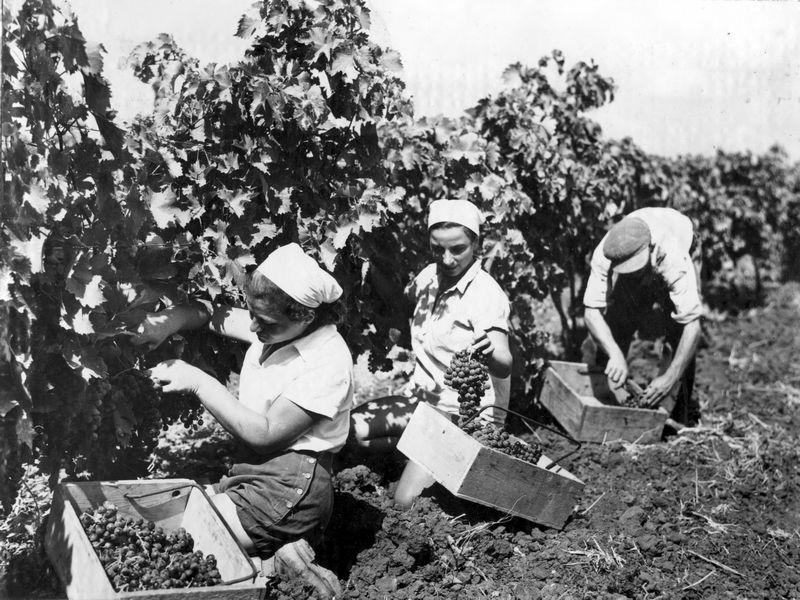
Vendange à Ein Hahoresh entre 1938 et 1940
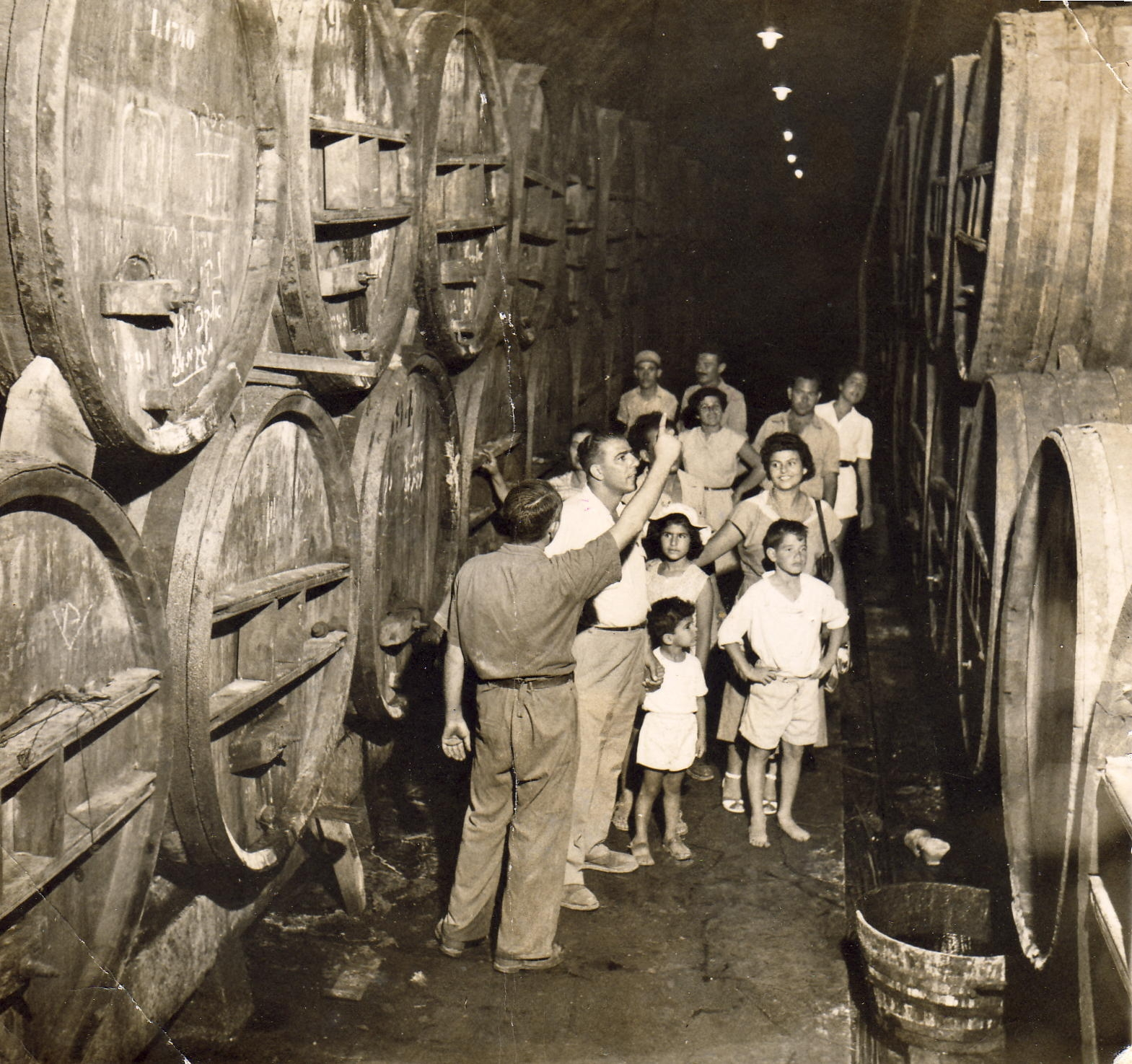
Cave de Zikhron Yaakov (1945)
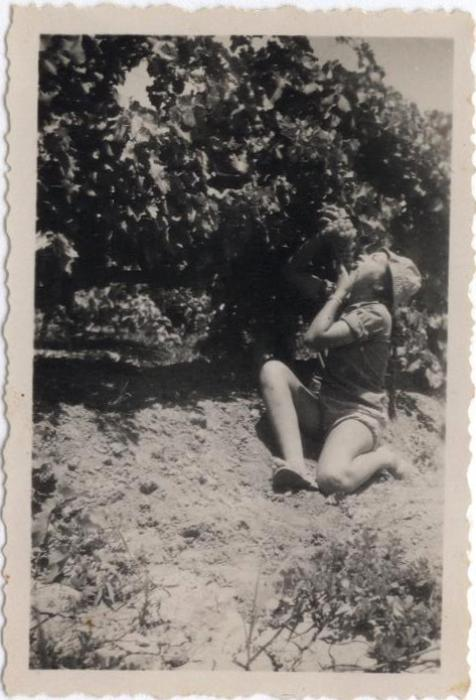
Jeune fille du Neve Kibbutz à Tel Amal (1er janvier 1951)

## Régions viticoles
Aujourd'hui, le pays est divisé en cinq régions viticoles: la Galilée (Ha-Galil הגליל), une région bien adaptée à la production de vin de qualité, en raison de son altitude, des variations de température entre le jour et la nuit et de sols bien drainés, la Judée (הרי יהודה Harei Yehuda) autour de Jérusalem, le Samson (שמשון Shimson) situé entre les montagnes de Judée et la plaine côtière, la plaine de Sharon (שרון Sharon), entre la côte méditerranéenne et le sud de Haifa, qui est la plus grande région de production de raisins dans l'État hébreu, et le plateau du Golan (רמת הגולן Ramat Hagolan). Plusieurs vins israéliens ont été primés au niveau international ces dernières années, et les caves de qualité se multiplient dans tout le pays. La viticulture se développe également en Cisjordanie occupée, autour des colonies israéliennes.

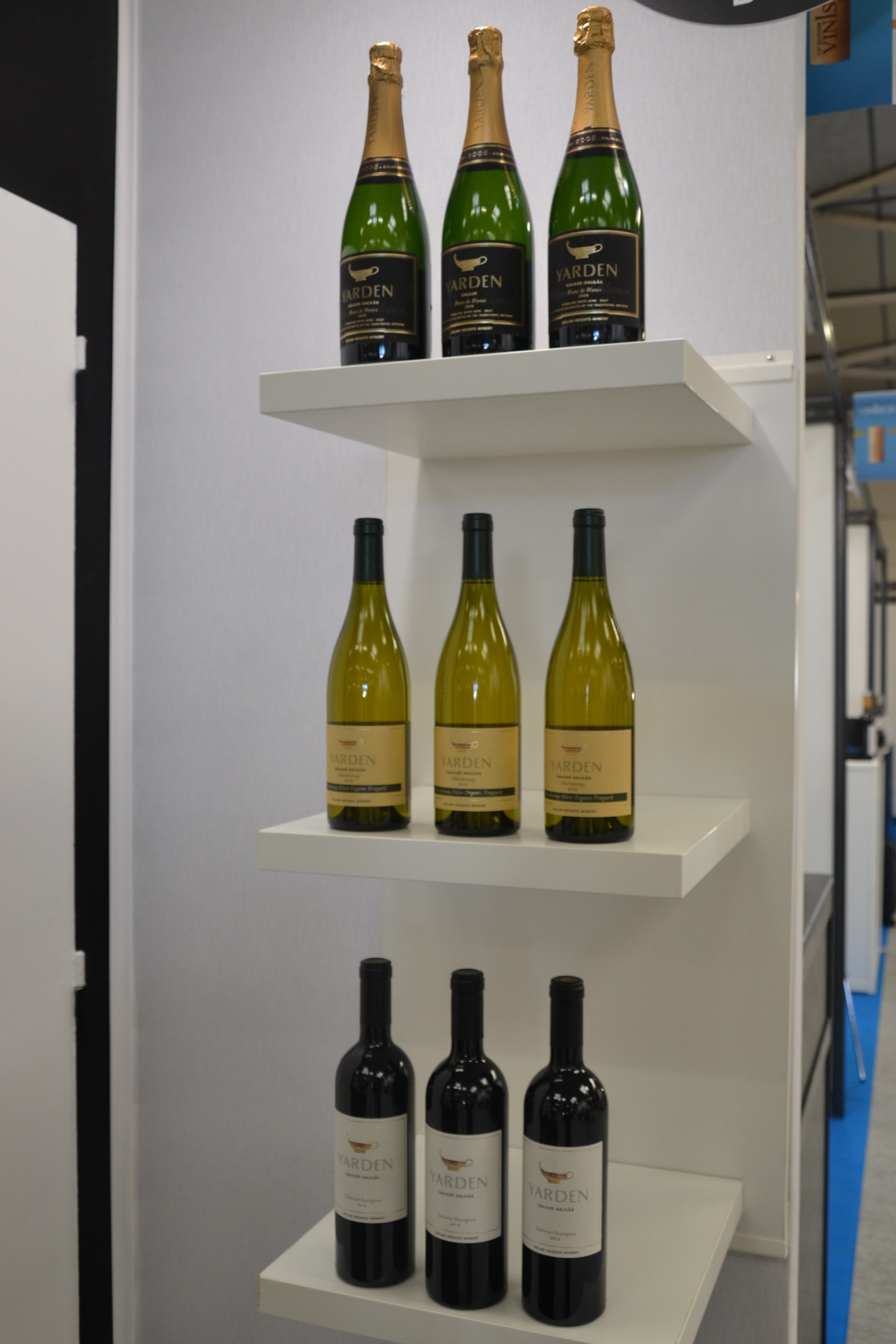
Vins israéliens de la région de Golan.
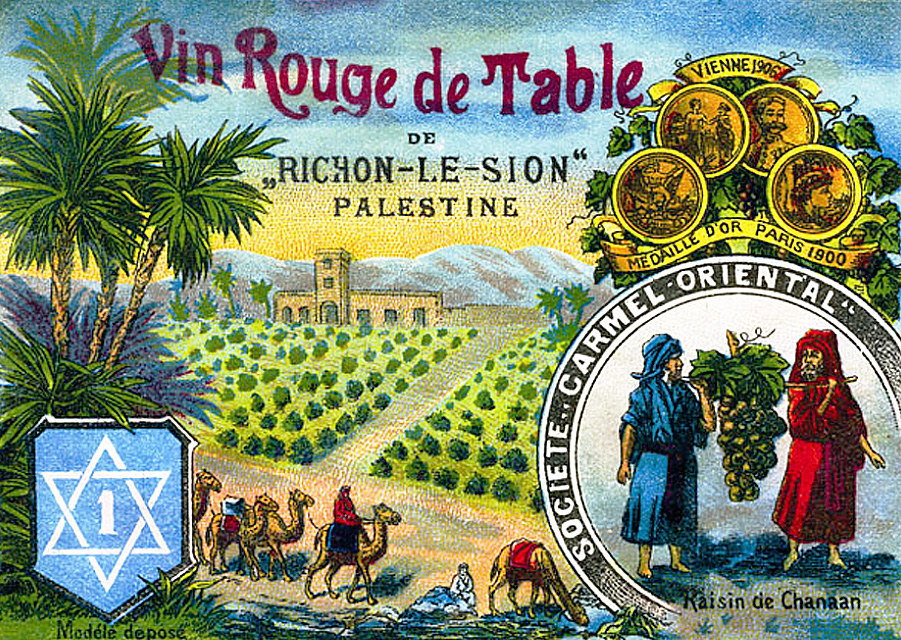
Au début du XXe siècle, vin de table rouge de Richon-le-Sion.
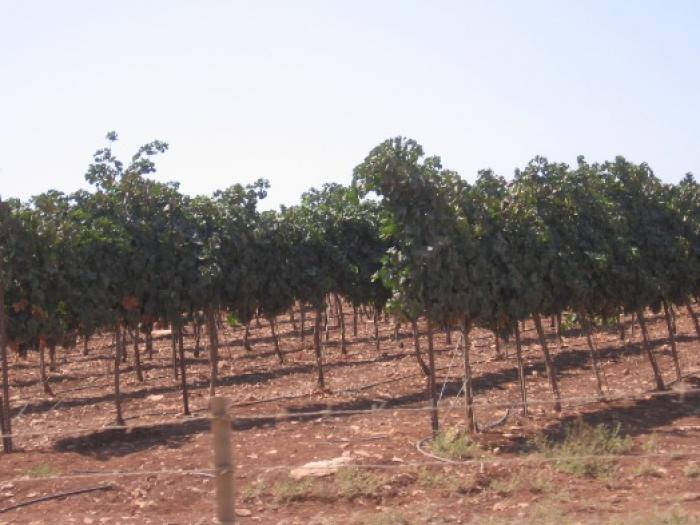
Vignoble de Galilée.
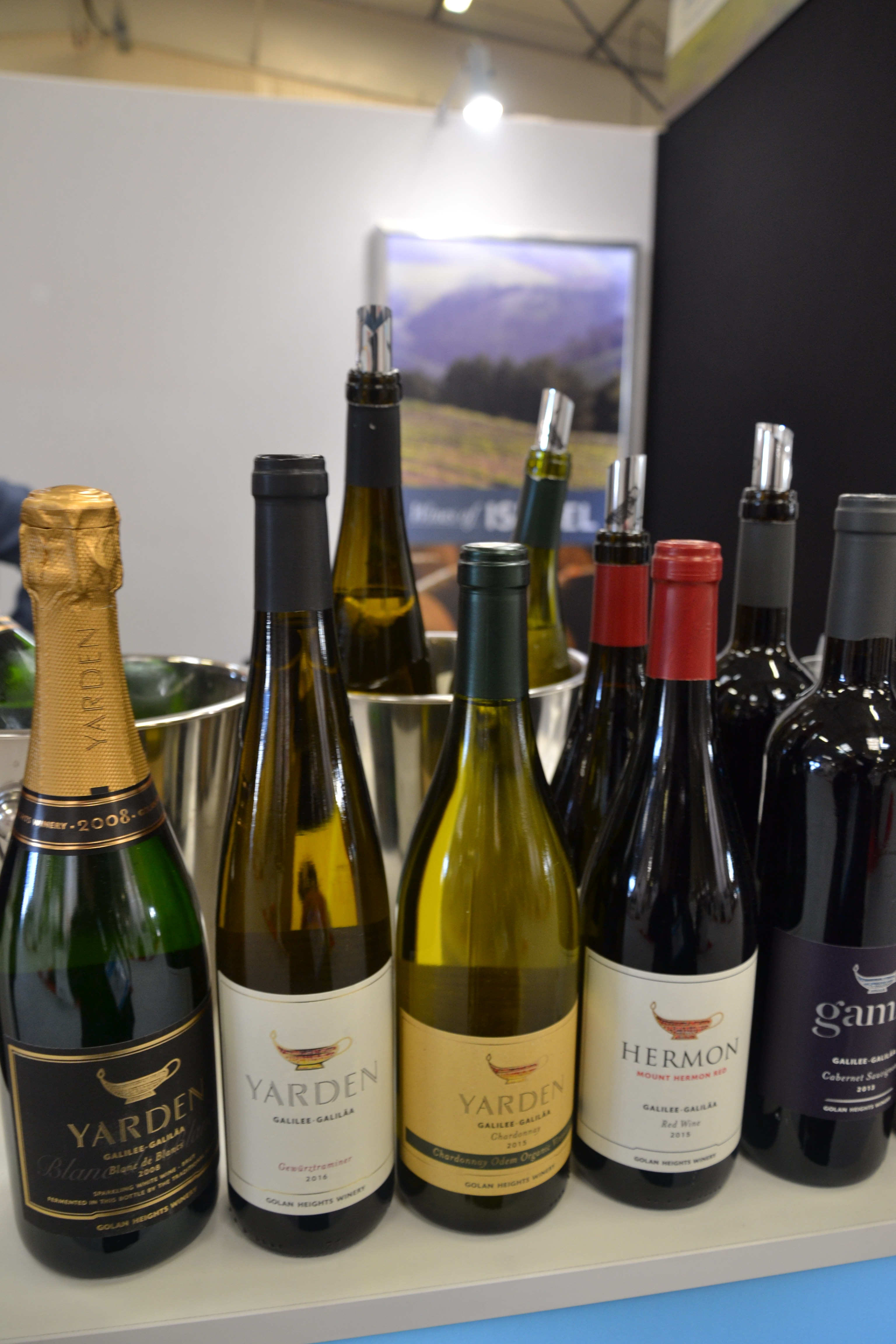
vins israéliens de la région de Galilée.
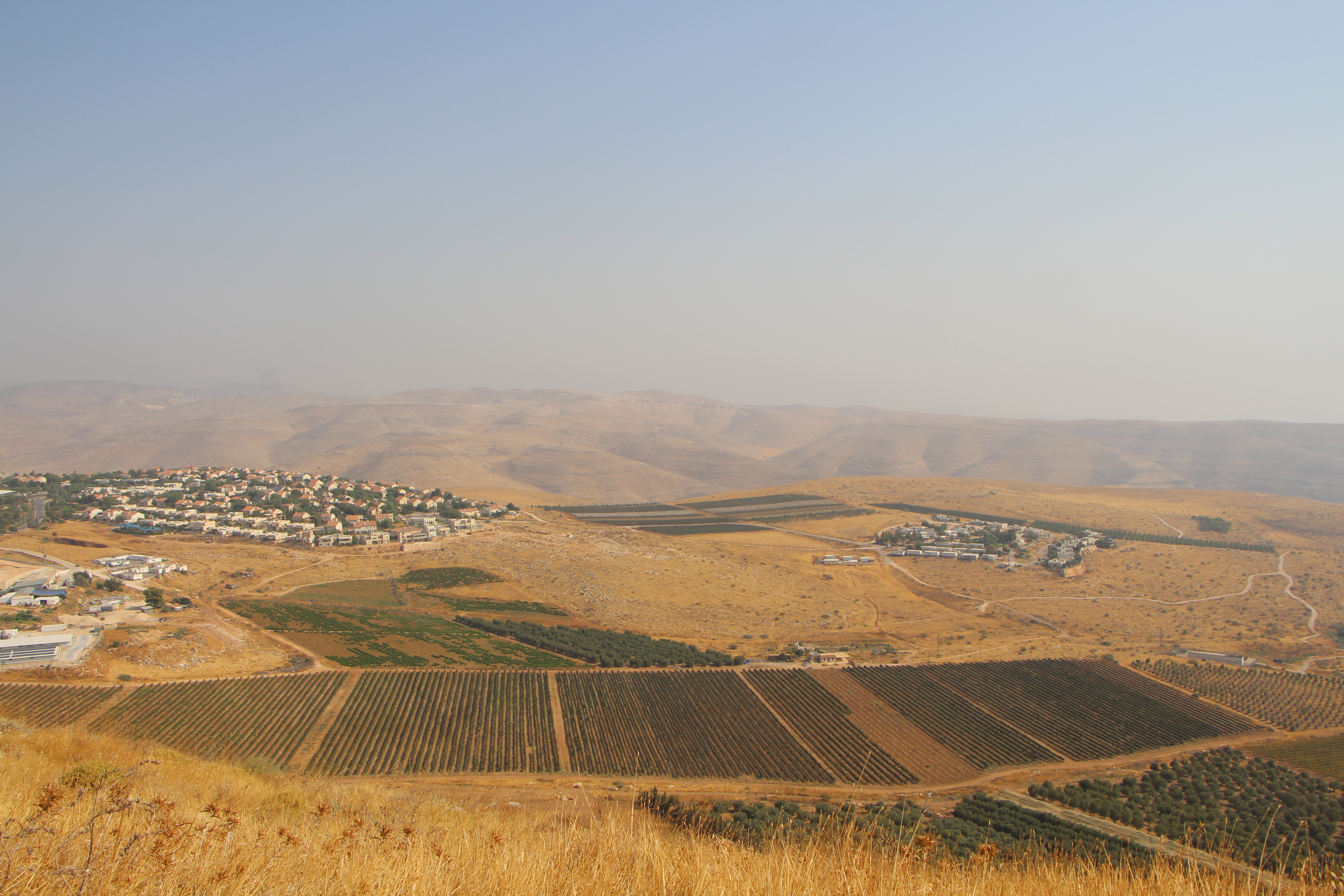
Vignoble de la colonie israélienne de Kokhav HaShahar (en)[7], en Cisjordanie occupée, 8 septembre 2020.